# Besik' Lezhava
Besik' Lezhava (in georgiano ბესიკ ლეჟავა?; Tbilisi, 21 febbraio 1986) è un ex cestista georgiano.

## Carriera
Con la Georgia ha disputato due edizioni dei Campionati europei (2013, 2015).